# يسرا (عالمة آثار)
يسرا هي امرأة فلسطينية، عملت مع عالمة الآثار البريطانية دوروثي جارود في عمليات التنقيب في جبل الكرمل. على الرغم من أنه لم يُعرف إلا القليل عن حياة يسرا قبل أو بعد حملة التنقيب، أو حتى لم يتم التعرّف على اسمها الكامل، إلا أنها كانت عضواً بارزاً في فريق التنقيب بين عامي 1929 و 1935. والجدير ذكره أنه يعود لها الفضل في اكتشاف طابون 1، وهي جمجمة إنسان بدائي عمرها 120,000 عام تم العثور عليها في مغارة الطابون.

## جبل الكرمل واكتشاف طابون 1
يُعتقد أن يسرا كانت إما من إجزم أو جبع، وكلتاهما من قرى مدينة حيفا. في عام 1929 بدأت عالمة الآثار البريطانية دوروثي جارود عملية التنقيب في المنطقة المحيطة بجبل الكرمل، وتبعاً للعادة العامة في ذلك الوقت بما يتعلق بهذه الأمور، قامت جارود بتعيين عمال محليين من هذه القرى المحيطة لتنفيذ الجزء الأكبر من العمل.
على الرغم من أن هؤلاء العمال لم يتم تدريبهم رسمياً على أساليب علم الأثار، إلا أنهم كانوا غالباً منقبين ماهرين مع عقود وأحياناً أجيال من الخبرة في هذا المجال.
على غير العادة، عيّنت جارود عدداً كبيراً من النساء للعمل في عمليات التنقيب هذه، كان عددهن يتفوق على عدد الرجال في الموقع. عندما زارت ماري كيتسون كلارك (عالمة الأثار الإنجليزية) الموقع في الموسم الأول من التنقيب، لاحظت أخلاق العمل النسوية السائدة هناك؛ حيث قام الرجال بالمهام الأقل شأناً، بينما قامت النساء بأعمال التنقيب والتسجيل. كانت يسرا واحدة من تلك النساء.
بقيت يسرا تعمل مع جارود طوال عمليات التنقيب في جبل الكرمل، من عام 1929 إلى 1935، كانت تعمل في مواقع مهمة من عصور ما قبل التاريخ والتي سميت بأسماء محلية مثل: طابون، الواد، السخول، شقبة، كبارة.
أصبحت يسرا أكثر العاملات خبرة في فريق جارود، وتم تعيينها مراقبة للعمال. عملت معظم الوقت مع Jacquetta Hawkes; إحدى طالبات جيرارد والتي أصبحت عالمة آثار وكاتبة بارزة.
كانت إحدى مهام يسرا هي فحص التربة المستخرجة أثناء التنقيب للبحث عن القطع الأثرية فيها قبل إرسالها للتنخيل. في عام 1932، وأثناء العمل في مغارة الطابون، وجدت يسرا سناً والتي تبيّن أنها جزء من جمجمة إنسان مجزأة ولكنها تقريباً كاملة الأجزاء. عندما تم العثور على أجزائها كاملةً والقيام بتجميعها؛ تبيّن أن الجمجمة، التي أُطلق عليها: طابون 1، تعود لإنسان بدائي أنثى بالغة عاشت قبل 120,000 و 50,000 عام تقريباً. وقد وُصِفت بأنها واحدة من أهم الحفريات البشرية التي تم العثور عليها على الإطلاق.

## حياتها اللاحقة وإرثها الباقي
تشاركت يسرا مع هاوكس طموحها للدراسة في في جامعة نيونهام-كامبريدج حيث درست جارود، لكن هذا لم يتحقق! لم يُعرف ماذا حصل ليسرا بعد انتهاء عمليات التنقيب في جبل الكرمل. حيث تم تهجير سكان كل من قريتي إجزم وجبع خلال الحرب بين العرب وإسرائيل عام 1948; مما أحبط مساعي تعقبها! القليل الذي يُعرف عن حياتها هو من مذكرات كيتسون كلارك وذكريات من هاوكس، بالإضافة إلى أوراق جارود التي تم إعادة اكتشافها بواسطة الباحثة باميلا جين سميث في عام 1997.
ساهم اكتشاف يسرا ل”طابون 1” مساهمة دائمة للعلوم. وقد تم مناقشة قصتها كمثال لامرأة لم يتم الاعتراف بمساهمتها الكبيرة في علوم الآثار في سنواته الأولى، وقم تم نسيانها إلى حدٍ كبير منذ ذلك الوقت.

## وصلات خارجية
- نموذج ثلاثي الأبعاد لجمجمة طابون 1 – معهد سميثسونيان